# Great Clacton
Great Clacton – osada w Anglii, w Esseksie. Leży 46,8 km od miasta Chelmsford i 91,4 km od Londynu. W 1961 roku civil parish liczyła 27 572 mieszkańców.